# Marvin Minsky
Pour les articles homonymes, voir Minsky.
Marvin Lee Minsky, né le 9 août 1927 à New York et mort le 24 janvier 2016 à Boston (Massachusetts), est un scientifique américain. Il a travaillé dans le domaine des sciences cognitives et de l'intelligence artificielle. Il est également cofondateur, avec l'informaticien John McCarthy, du Groupe d'intelligence artificielle du Massachusetts Institute of Technology (MIT) et auteur de nombreuses publications aussi bien en intelligence artificielle qu'en philosophie comme La Société de l'esprit (1986). Son dernier ouvrage, The Emotion Machine (2006), non publié en français, propose de nouveaux développements sur ces théories.

## Biographie
Marvin Lee Minsky est né à New York, d'un père chirurgien oculaire, Henry, et d'une mère, Fannie (Reiser), militante sioniste,,. Sa famille était juive. Il a fréquenté la Ethical Culture Fieldston School et le Bronx High School of Science, puis la Phillips Academy à Andover, dans le Massachusetts. Il a ensuite servi dans la marine américaine de 1944 à 1945. Il a obtenu un baccalauréat en mathématiques à l'Université Harvard en 1950, puis un doctorat en mathématiques à l'Université de Princeton en 1954, sous la direction de Albert William Tucker. Il a été Junior Fellow de la Harvard Society of Fellows de 1954 à 1957.
Il a fait partie du corps professoral du MIT de 1958 jusqu'à sa mort. Il y a rejoint le personnel du Laboratoire Lincoln en 1958, et un an plus tard, lui et John McCarthy ont initié ce qui est, depuis 2019, appelé le MIT Computer Science and Artificial Intelligence Laboratory. Il a été le directeur de thèse de Manuel Blum.
Avec John McCarthy, il a été l'un des organisateurs de la conférence de Dartmouth qui est considérée comme l'acte de naissance de l'intelligence artificielle en tant que champ de recherche autonome.

## Association avec Epstein
Marvin Minsky a reçu une aide de recherche de 100 000 $ de Jeffrey Epstein en 2002, quatre ans avant la première arrestation d'Epstein pour délits sexuels ; c'était la première donation d'Epstein au MIT. Minsky n'a reçu aucune autre subvention de recherche de sa part,.
Minsky a organisé deux colloques universitaires sur l'île privée d'Epstein, Little Saint James, l'un en 2002 et l'autre en 2011, après qu'Epstein fut inscrit sur le registre des délinquants sexuels. Virginia Guiffre témoigna dans une déposition en 2015 dans son procès en diffamation contre l'associée d'Epstein, Ghislaine Maxwell, qu'elle lui avait ordonné d'avoir des relations sexuelles avec  un certain nombre de personnes dont Minsky. Il n'y a pas de corroboration indépendante des allégations, et il n'y a eu aucune poursuite contre son patrimoine. La veuve de Minsky, Gloria Rudisch, dit qu'il ne pouvait avoir eu de relations sexuelles avec aucune des femmes dans les résidences d'Epstein, car elle était toujours avec son mari pendant toutes les visites dans les résidences d'Epstein,.

## Travaux

### Perceptrons
En 1969, dans Perceptrons, coécrit avec Seymour Papert pour critiquer Frank Rosenblatt, il a montré les limites des réseaux de neurones de type perceptron, notamment l’impossibilité de traiter des problèmes non linéaires ou de connexité[pas clair]. Ceci a eu pour conséquence de drainer l'essentiel des crédits de recherche vers l'intelligence artificielle symbolique.

### Approche multiple etframe
Marvin Minsky défend l'idée que l'intelligence artificielle doit utiliser des approches multiples, notamment pour la représentation des connaissances, au lieu de se limiter à une seule approche qui serait censée être la meilleure. Les systèmes doivent disposer de « gestionnaires », capables de sélectionner les meilleures solutions à un problème donné.
Pour représenter les connaissances, Marvin Minsky a développé le concept de frame et le Frame representation language.

### La Société de l'esprit
Dans La Société de l'esprit, Marvin Minsky présente l'esprit comme une architecture d'agents élémentaires, indépendants, mais surtout hiérarchisés. Les agents les plus courants sont les lignes (K-lines), agents de mémoire à court terme servant à activer un ensemble d'agents donné. L'activation de lignes K peut par exemple permettre de retrouver une configuration particulière d'agents qui s'est avérée efficace.
Les nèmes sont des agents représentant les connaissances, alors que les nomes sont des agents capables de traiter les connaissances. Les polynèmes permettent d'activer des agents représentant des aspects différents d'un même objet. Les paranomes permettent de manipuler simultanément différents modes de représentations des connaissances.
Ces agents de base vont se combiner pour former des agencements de plus grande taille capables d'opérations complexes (frames, frame-arrays, transframes). Minsky introduit la notion de « cerveau B », dont le rôle est de surveiller et d'examiner non pas le monde extérieur, mais l'esprit lui-même (cerveau A), en corrigeant les erreurs ou en mettant fin à une activité mentale improductive (boucles, répétitions). Cette division de l'esprit en « niveaux de réflexion » fait l'objet de nouveaux développements dans les travaux plus récents de Minsky.
Un système intelligent disposera de deux types d'agents, des spécialistes et des gestionnaires. Les spécialistes peuvent implémenter les techniques connues d'intelligence artificielle pour résoudre des problèmes précis (systèmes à base de règles, réseaux sémantiques, réseaux bayésiens). Les gestionnaires sont chargés de planifier, de sélectionner les spécialistes, d'évaluer les résultats obtenus.

### Machine à compteurs
Minsky a aussi étudié les machines à compteurs, aussi appelées machines de Minsky.

### Roman
Marvin Minsky est également le coauteur du Problème de Turing, roman de science-fiction et thriller où il est question d'un jeune génie qui conçoit la première Intelligence artificielle forte en 2023.
Le site de Marvin Minsky propose deux chapitres inédits que l'on peut télécharger.

## Publications

### En anglais
- Neural Nets and the Brain Model Problem, Dissertation, Princeton University, 1954
- Computation : Finite and Infinite Machines, Prentice Hall, 1967, 317 p. (ISBN 978-0-13-165563-8)
- Semantic Information Processing, MIT Press, 1969, 448 p. (ISBN 978-0-262-13044-8) - éditeur, auteur de l'introduction et des chapitres Descriptive Languages and Problem Solving et Matter, Mind, and Models
- avec Seymour Papert, Perceptrons : An Introduction to Computational Geometry, MIT Press, 1969, 268 p. (ISBN 978-0-262-13043-1)
- Artificial Intelligence, avec Seymour Papert, University of Oregon Press, 1972
- Robotics : The First Authoritative Report from the Ultimate High-Tech Frontier, Doubleday, 1985, 317 p. (ISBN 978-0-385-19414-3)
- The Society of Mind, Simon & Schuster, 1987, 336 p. (ISBN 978-0-671-60740-1)
- avec Harry Harrison, The Turing Option : A Novel, Warner Books, 1992, 422 p. (ISBN 978-0-446-51565-8)
- The Emotion Machine : Commonsense Thinking, Artificial Intelligence, and the Future of the Human Mind, Simon & Schuster, 2007, 400 p. (ISBN 978-0-7432-7664-1, lire en ligne)

### En français
- avec Harry Harrison, Le Problème de Turing [« The Turing Option »], Robert Laffont, 1993, 466 p. (ISBN 978-2-221-07534-0)
- La société de l'esprit [« The Society of Mind »], InterÉditions, 1997, 654 p. (ISBN 978-2-7296-0188-1)